# Tsåutsojåkka
Tsåutsojåkka (Samisch: Čovccujohka) is een rivier annex beek, die stroomt in de Zweedse  gemeente Kiruna. De rivier voedt en ontwatert het Tsåutsojaure en stroomt na 9290 meter de Tavvarivier in.
Afwatering: Tsåutsojåkka → Tavvarivier →  Lainiorivier → Torne → Botnische Golf